# Савка сіра
Савка сіра (Biziura lobata) — вид водних птахів родини качкових (Anatidae). Ендемік Австралії.

## Поширення
Вид поширений у басейнах системи Мюррей-Дарлінг та Купер-Крік, а також у родючих, вологих районах півдня континенту: південно-західній частині Західної Австралії, у Вікторії і Тасманії. Уникає занадто сухих районів на півночі, заході та північному заході континенту.

## Опис
Птахи дуже масивні та важкі; самці завдовжки 66 см і з розмахом крил 87 см, досягають ваги від 1811 до навіть 3120 г. Самиці трохи менші, розміри в середньому 55 см і вага від 993 до 1844 г, розмах їхніх крил приблизно 72 см. Для цих качок характерний сильний статевий диморфізм. Самці більші, барвистіші та мають відросток на підборідді, унікальний серед качок, який може збільшуватися до розміру м'яча для гольфу під час шлюбного сезону. У самиць також є відросток, але він менший і не такий темний, як у самців. Самці також темніші, з чорним і коричневим оперенням і мають різні світлі плями на тілі. Самиці, зазвичай, трохи світлішого забарвлення. У молодших особин іноді може бути жовта нижня щелепа; однак загалом вони нагадують самиць. Ноги цих птахів типові для водоплавних — короткі, скріплені перетинкою, зсунуті назад, що ускладнює пересування по суші. Ноги зазвичай сірі. Дзьоб дуже масивний, але коротший, ніж у симпатричного виду Oxyura australis.